# هوي كيسي
هوي كيسي (بالإنجليزية: Howie Casey)‏ هو عازف ساكسفون بريطاني، ولد في 12 يوليو 1937 في Huyton ‏ في المملكة المتحدة.

## وصلات خارجية
- الموقع الرسمي
- هوي كيسي على موقع IMDb (الإنجليزية)
- هوي كيسي على موقع ميوزك برينز (الإنجليزية)
- هوي كيسي على موقع ديسكوغز (الإنجليزية)